# Parasang
Parangang là một đơn vị đo có tính lịch sử của Iran về khoảng cách lưu động, chiều dài thay đổi tùy theo địa hình và tốc độ di chuyển. Đơn vị ương đương của châu Âu là league. Ban đầu có thể là một phần nhỏ của khoảng cách mà một người lính bộ binh có thể diễu hành trong một khoảng thời gian được xác định trước. BCE Herodotus giữa thế kỷ thứ 5 (v.53) nói về [một đội quân] hành quân tương đương với năm parasang mỗi ngày.
Trong thời cổ đại, thuật ngữ này được sử dụng trên khắp Trung Đông và ngôn ngữ Iran cổ mà từ đó không thể xác định được (chỉ có hai — trong số hàng tá — ngôn ngữ Iran cũ được chứng thực). Không có sự đồng thuận liên quan đến ngữ nguyên học hoặc nghĩa đen của nó. Ngoài sự xuất hiện của nó trong các hình thức khác nhau trong ngôn ngữ của Iran sau đó (ví dụ như frasang trong tiếng Ba Tư Trung đại hoặc fasukh trong tiếng Sogdia), thuật ngữ này cũng xuất hiện trong tiếng Hy Lạp như parasangēs (παρασάγγης), trong tiếng Latin là parasanga, Tiếng Hebrew là parasa (פרסה), trong tiếng Armenia là hrasakh (հրասախ), trong tiếng Gruzia là Parsakhi, trong Syriac là Parsḥā (ܦܪܣܚܐ), trong tiếng Thổ Nhĩ Kỳ là fersah và trong tiếng Ả Rập là farsakh (فرسخ). Từ trong tiếng Ba Tư ngày nay cũng là farsakh (فرسخ), và không nên nhầm lẫn với farsang ngày nay (فرسنگ), là một đơn vị số liệu.
Sự đề cập sớm nhất về parasang xuất phát từ BCE Herodotus vào giữa thế kỷ thứ 5 (Histories ii.6, v.53, vi.42), định nghĩa đơn vị này tương đương với 30 stadia, hoặc một nửa schoenus. Một chiều dài 30 stadia cũng được đưa ra bởi một số nhà văn Hy Lạp và La Mã sau này (Suidas và Hesychius thế kỷ thứ 10, BCE Xenophon Anab. Thế kỷ thứ 4). Tuy nhiên, Agathias thế kỷ thứ 6 (ii.21) — trong khi đề cập đến Herodotus và Xenophon — lưu ý rằng vào thời của ông, người Ba Tư đương thời coi parasang chỉ có 21 stadia. Strabo (xi.xi.5) cũng lưu ý rằng một số tác giả coi nó là 60, những người khác là 40 và những người khác là 30.

### Trích dẫn
1. 1 2  Bivar 1985.
2. ↑  Murray 1859.
3. 1 2 3 4  Smith 1870.

### Tác phẩm được trích dẫn
- Bivar, A. D. H. (1985), "Achaemenid Coins, Weights and Measures", trong Gershevich, Ilya (biên tập), The Cambridge history of Iran: The Median and Achamenian Periods, vol. 2, Cambridge University Press, tr. 610–639, ISBN 0-521-20091-1.
- Cardarelli, François (2003), Encyclopaedia of Scientific Units, Weights and Measures. Their SI Equivalences and Origins, London: Springer, ISBN 978-1-4471-1122-1.
- Hansman, John (1968), "The Problems of Qūmis", Journal of the Royal Asiatic Society, 100 (2): 111–139, doi:10.1017/S0035869X00126590.
- Henning, Walter Bruno (1942a), "Mani's Last Journey", Bulletin of the School of Oriental and African Studies, 10 (4): 941–953, doi:10.1017/S0041977X00090133.
- Henning, Walter Bruno (1942b), "An astronomical chapter of the Bundahishn", Journal of the Royal Asiatic Society, 3: 229–248, doi:10.2307/i25221861 (không hoạt động ngày 10 tháng 6 năm 2019){{Chú thích}}:  Quản lý CS1: DOI không hoạt động tính đến 2019 (liên kết)
- Herodot; Murray, John, trans., ed. (1859), The History of Herodotus: A New English Version, Oxford University Press {{Chú thích}}: |first2= có tên chung (trợ giúp)Quản lý CS1: nhiều tên: danh sách tác giả (liên kết).
- Houtum-Schindler, Albert (1888), "On the Length of the Persian Farsakh", Proceedings of the Royal Geographical Society and Monthly Record of Geography, New Monthly Series, 10 (9): 584–588, doi:10.2307/1800976, JSTOR 1800976.
- Mason, Kenneth (1920), "Notes on the Canal System and Ancient Sites of Babylonia in the Time of Xenophon", The Geographical Journal, 56 (6): 468–481, doi:10.2307/1780469, JSTOR 1780469.
- Rood, Tim (2010), "Xenophon's Parasangs", Journal of Hellenic Studies, 130: 51–66, doi:10.1017/S0075426910000042.
- Smith, William, biên tập (1870), "Parasanga", Dictionary of Greek and Roman antiquities, Little, Brown, tr. 866–867.
- Washburn, E.W. (1926), "International Critical Tables of Numberical Data, Physics, Chemistry and Technology", Nature, 119 (3003), New York: McGraw-Hill: 735–738, Bibcode:1927Natur.119..735G, doi:10.1038/119735a0.